# Neumühle (Kronach)
Neumühle ist ein Wohnplatz der Kreisstadt Kronach im Landkreis Kronach (Oberfranken, Bayern).

## Geographie
Die Einöde Neumühle zählt heute zum Gemeindeteil Friesen. Sie liegt am rechten Ufer der Kronach. Über einen Anliegerweg gelangt man zur Staatsstraße 2200, die nach Friesen (0,6 km südwestlich) bzw. nach Steinberg führt (1,2 km nördlich).

## Geschichte
Gegen Ende des 18. Jahrhunderts gehörte Neumühle zu Friesen. Das Hochgericht übte das bambergische Centamt Kronach aus. Grundherr der Schneidmühle war das Kastenamt Kronach.
Mit dem Gemeindeedikt wurde Neumühle dem 1808 gebildeten Steuerdistrikt Friesen und der 1818 gebildeten Ruralgemeinde Friesen zugewiesen. Am 1. Mai 1978 wurde Neumühle im Zuge der Gebietsreform in Bayern in Kronach eingegliedert.

### Einwohnerentwicklung
| Jahr      | 001818 | 001861 | 001871 | 001885 | 001900 | 001925 | 001950 | 001961 |
| Einwohner |        | 5      | 6      | 10     | 4      | 6      | 4      | 0      |
| Häuser    | 1      |        |        | 1      | 1      | 1      | 1      | 1      |
| Quelle    | [ 3 ]  | [ 5 ]  | [ 6 ]  | [ 7 ]  | [ 8 ]  | [ 9 ]  | [ 10 ] | [ 11 ] |

## Religion
Der Ort ist römisch-katholisch geprägt und nach St. Georg (Friesen) gepfarrt.

## Weblink
- Neumühle in der Ortsdatenbank des bavarikon, abgerufen am 19. August 2021.